# Fascio Sportivo Savoia 1935-1936
Questa voce raccoglie le informazioni riguardanti la società calcistica italiana Savoia nelle competizioni ufficiali della stagione 1935-1936.

## Stagione
La stagione 1935-1936 fu la 16ª stagione sportiva del Savoia.
Serie C 1935-1936: 9º posto

## Divise
| Casa |

## Organigramma societario
Area direttiva
- Presidente:  Nello Pagano
- Dirigenti: Angelo Guidone, A. D'Ambrosio, V. De Felice, G. Cucolo, G. Cuccurullo, P. De Gennaro, A. Irlando, Raffaele Pierro, V. Sica, G. Vitiello

Area organizzativa
- Segretario generale: Ferruccio Palmieri
- Cassiere: P. Fabbrocino

Area tecnica
- Allenatore:  Pietro Piselli poi  Orazio Sola

## Rosa
| N. |                   | Ruolo | Calciatore                 |
| -- | ----------------- | ----- | -------------------------- |
|    | Italia (bandiera) | P     | Adastro Masi               |
|    | Italia (bandiera) | D     | Adolfo Chiti               |
|    | Italia (bandiera) | D     | Umberto Lucetti            |
|    | Italia (bandiera) | D     | Orazio Sola                |
|    | Italia (bandiera) | C     | Biagio Martire             |
|    | Italia (bandiera) | C     | Raffaele Giraud (capitano) |
|    | Italia (bandiera) | C     | Carlo Pignataro            |
|    | Italia (bandiera) | C     | Antonio Oreste Porta       |
|    | Italia (bandiera) | C     | Luigi Taccini              |
|    | Italia (bandiera) | C     | Ornello Tacchinardi        |
|    | Italia (bandiera) | C     | Emilio Zafferri            |
|    | Italia (bandiera) | A     | Bianzino                   |

| N. |                   | Ruolo | Calciatore            |
| -- | ----------------- | ----- | --------------------- |
|    | Italia (bandiera) | A     | Agostino Langella (I) |
|    | Italia (bandiera) | A     | Perazzi               |
|    | Italia (bandiera) | A     | Aldo Pignatelli       |
|    | Italia (bandiera) | A     | Dino Tasselli         |
|    | Italia (bandiera) |       | Bentivoglio           |
|    | Italia (bandiera) |       | Cateni                |
|    | Italia (bandiera) |       | Chini                 |
|    | Italia (bandiera) |       | Langella II           |
|    | Italia (bandiera) |       | Paris La Rocca        |
|    | Italia (bandiera) |       | Raffaele Monaco       |
|    | Italia (bandiera) |       | Pinto                 |
|    | Italia (bandiera) |       | Luigi Vetrò           |

## Calciomercato
| Acquisti | Acquisti             | Acquisti           | Acquisti          |
| R.       | Nome                 | da                 | Modalità          |
| -------- | -------------------- | ------------------ | ----------------- |
| P        | Adastro Masi         | Termini            | definitivo        |
| D        | Adolfo Chiti         | Pistoiese          | definitivo        |
| D        | Umberto Lucetti      | Juventus Trapani   | definitivo        |
| D        | Orazio Sola          | Perugia            | definitivo        |
| C        | Raffaele Giraud      | Catanzarese        | definitivo        |
| C        | Luigi Taccini        | Anconitana-Bianchi | definitivo        |
| C        | Emilio Zafferri      | Salernitana        |                   |
| A        | Bianzino             | Catania            | definitivo        |
| A        | Agostino Langella I  | Spezia             | definitivo        |
| A        | Perazzi              |                    | definitivo        |
| A        | Antonio Oreste Porta | Sanremese          | definitivo        |
| A        | Dino Tasselli        | Pistoiese          | definitivo        |
|          | Bentivoglio          | dal vivaio         |                   |
|          | Chini                | dal vivaio         |                   |
|          | Langella II          | Spezia             | definitivo        |
|          | Raffaele Monaco      | dal vivaio         |                   |
|          | Paris La Rocca       | dal vivaio         |                   |
|          | Pinto                |                    | definitivo        |
|          | Luigi Vetrò          |                    | prestito militare |

| Cessioni | Cessioni             | Cessioni     | Cessioni   |
| R.       | Nome                 | a            | Modalità   |
| -------- | -------------------- | ------------ | ---------- |
| P        | Mario Arbizzani      |              |            |
| P        | Ciro Visciano        |              |            |
| D        | Mario Bredo          |              |            |
| D        | Aldo Pondrano        | Pro Vercelli | definitivo |
| D        | Mario Brasile        |              |            |
| C        | Domenico De Nicola   | Napoli       | definitivo |
| C        | Vittorio Staccione   |              |            |
| C        | Silverio Tricoli     | Napoli       | definitivo |
| C        | Giovanni Giraud      | Napoli       | definitivo |
| A        | Carlo Ravizzoli      | Modena       | definitivo |
| A        | Dante Rossi          |              |            |
| A        | Gino Vandelli        | Carpi        | definitivo |
|          | Bruno                |              |            |
|          | Fabrizio             |              |            |
|          | Angelo Mantovani     | Altedo       | definitivo |
|          | Biagio Martire       |              |            |
|          | Luigi Palazzolo      |              |            |
|          | Pantano              |              |            |
|          | Agostino Rossi       |              |            |
|          | Russo                |              |            |
|          | Alessandro Silvano   |              |            |
|          | Costantino Zavattaro |              |            |

## Risultati

### Serie C

#### Girone di andata
| Arbitro: | Renzeo (Roma) |

|                            |           |                             |
| Bartolucci 80’ Ferrara 50’ | Marcatori | 2’ (aut.) Mazzoni 38’ Porta |

| Arbitro: | Carnevali (Roma) |

|                          |           |          |
| Pignatelli 29’ Porta 31’ | Marcatori | 81’ Tosi |

| Arbitro: | Albanese |

|                                  |           |             |
| Niccolini 16’ (rig.) Azzetti 55’ | Marcatori | 34’ Taccini |

| Arbitro: | Tonnetti (Roma) |

|                |           |  |
| Pignatelli 16’ | Marcatori |  |

| Arbitro: | Roggero (Firenze) |

|                                                     |           |  |
| Fronzati 3’ Paoletti 20’ Tilgher 28’ Pensierini 44’ | Marcatori |  |

| Arbitro: | Bonifacio (Roma) |

|                   |           |            |
| Bianzino 30’, 49’ | Marcatori | 78’ Fallai |

| Arbitro: | De Salvo (Messina) |

|                          |           |  |
| Brondi 54’, 75’ Cini 60’ | Marcatori |  |

| Arbitro: | Magrini (Firenze) |

|                         |           |                                    |
| Gullè 50’ Cottafavi 87’ | Marcatori | 29’ (rig.) Giraud 75’ (aut.) Dolci |

| Arbitro: | Scotto (Taranto) |

|              |           |           |
| Caliummi 67’ | Marcatori | 32’ Porta |

| Arbitro: | Nalbo (Roma) |

|                   |           |                |
| Bellotti 50’, 69’ | Marcatori | 86’ Pignatelli |

| Arbitro: | Senesi (Roma) |

|  |           |                |
|  | Marcatori | 13’ Frascaroli |

| Arbitro: | Rosi (Roma) |

|                         |           |             |
| Paone 10’ Sacchi II 49’ | Marcatori | 57’ Taccini |

| Torre Annunziata 12 gennaio 1936, ore CET 13ª giornata | Savoia         | 0 – 0 | Littorio Benevento | Campo Formisano\| Arbitro: \| Campi (Ancona) \| |
| Arbitro:                                               | Campi (Ancona) |       |                    |                                                 |

#### Girone di ritorno
| Arbitro: | Siino (Palermo) |

|                   |           |                |
| Giraud 39’ (rig.) | Marcatori | 3’ Pasquinucci |

| Arbitro: | Gasparro (Roma) |

|                           |           |  |
| Boni 57’ (rig.), 73’, 81’ | Marcatori |  |

| Arbitro: | Gibelli (Milano) |

|                           |           |  |
| Langella I 9’ Perazzi 90’ | Marcatori |  |

| Arbitro: | Bianchi (La Spezia) |

|                                             |           |  |
| Petrocchi 4’ Malabotti 18’ Chiavacci II 44’ | Marcatori |  |

| Arbitro: | Albanese (Taranto) |

|  |           |                           |
|  | Marcatori | 3’ Bolognesi 40’ Paoletti |

| Arbitro: | Campi (Ancona) |

|                                     |           |  |
| Marcora 15’ (rig.) Marazza 66’, 85’ | Marcatori |  |

| Arbitro: | Giannelli (Siena) |

|             |           |             |
| Perazzi 16’ | Marcatori | 58’ Pulzone |

| Arbitro: | Rizzo (Messina) |

|                   |           |  |
| Tasselli 79’, 82’ | Marcatori |  |

| Arbitro: | Ghezzi (Messina) |

|              |           |  |
| Tasselli 80’ | Marcatori |  |

| Arbitro: | Ghetti (Modena) |

|                  |           |  |
| Perazzi 27’, 49’ | Marcatori |  |

| Prato 26 aprile 1936, ore CET 24ª giornata | Prato              | 0 – 0 | Savoia | Campo Vittorio Veneto\| Arbitro: \| De Jurco (Trieste) \| |
| Arbitro:                                   | De Jurco (Trieste) |       |        |                                                           |

| Arbitro: | De Salvo (Messina) |

|                                  |           |                    |
| Perazzi 37’, 72’ Langella II 63’ | Marcatori | 40’, 80’ Sacchi II |

| Arbitro: | Ferovelli (Palermo) |

|             |           |  |
| Santoro 61’ | Marcatori |  |

### Coppa Italia
| Arbitro: | Gasparri (Roma) |

|                       |           |               |
| Porta 46’ (rig.), 99’ | Marcatori | 80’ Marazzo I |

| Arbitro: | Ciampi (Ancona) |

|                                             |           |                            |
| Pacini 48’ Pronzati 97’ Tilgher 103’ (rig.) | Marcatori | 5’ Taccini 114’ Pignatelli |

## Statistiche
Aggiornate al 3 maggio 1936.

### Statistiche di squadra
| Competizione | Punti | In casa | In casa | In casa | In casa | In casa | In casa | In trasferta | In trasferta | In trasferta | In trasferta | In trasferta | In trasferta | Totale | Totale | Totale | Totale | Totale | Totale | DR  |
| Competizione | Punti | G       | V       | N       | P       | Gf      | Gs      | G            | V            | N            | P            | Gf           | Gs           | G      | V      | N      | P      | Gf     | Gs     | DR  |
| ------------ | ----- | ------- | ------- | ------- | ------- | ------- | ------- | ------------ | ------------ | ------------ | ------------ | ------------ | ------------ | ------ | ------ | ------ | ------ | ------ | ------ | --- |
| Serie C      | 23    | 13      | 8       | 3       | 2       | 17      | 9       | 13           | 0            | 4            | 9            | 8            | 28           | 26     | 8      | 7      | 11     | 25     | 37     | -12 |
| Coppa Italia | -     | 1       | 1       | 0       | 0       | 2       | 1       | 1            | 0            | 0            | 1            | 2            | 3            | 2      | 1      | 0      | 1      | 4      | 4      | 0   |
| Totale       | 23    | 14      | 9       | 3       | 2       | 19      | 10      | 14           | 0            | 4            | 10           | 10           | 31           | 28     | 9      | 7      | 12     | 29     | 41     | -12 |

### Andamento in campionato
| Giornata  | 1 | 2 | 3 | 4 | 5 | 6 | 7 | 8 | 9 | 10 | 11 | 12 | 13 | 14 | 15 | 16 | 17 | 18 | 19 | 20 | 21 | 22 | 23 | 24 | 25 | 26 |
| --------- | - | - | - | - | - | - | - | - | - | -- | -- | -- | -- | -- | -- | -- | -- | -- | -- | -- | -- | -- | -- | -- | -- | -- |
| Luogo     | T | C | T | C | T | C | T | T | T | T  | C  | T  | C  | C  | T  | C  | T  | C  | T  | C  | C  | C  | C  | T  | C  | T  |
| Risultato | N | V | P | V | P | V | P | N | N | P  | P  | P  | N  | N  | P  | V  | P  | P  | P  | N  | V  | V  | V  | N  | V  | P  |
| Posizione |   |   |   |   |   |   |   |   |   |    |    |    |    |    |    |    |    |    |    |    |    |    |    |    |    | 9  |

Legenda:

Luogo: C = Casa; T = Trasferta. Risultato: V = Vittoria; N = Pareggio; P = Sconfitta.

### Statistiche dei giocatori
| Giocatore      | Serie C  | Serie C | Coppa Italia | Coppa Italia | Totale   | Totale |
| Giocatore      | Presenze | Reti    | Presenze     | Reti         | Presenze | Reti   |
| -------------- | -------- | ------- | ------------ | ------------ | -------- | ------ |
| Bentivoglio    | 7        | 0       | 0            | 0            | 7        | 0      |
| Bianzino       | 10       | 2       | 0            | 0            | 10       | 2      |
| Cateni         | 1        | 0       | 0            | 0            | 1        | 0      |
| Chini          | 3        | 0       | 0            | 0            | 3        | 0      |
| A. Chiti       | 13       | 0       | 1            | 0            | 14       | 0      |
| R. Giraud      | 26       | 2       | 2            | 0            | 28       | 2      |
| A. Langella I  | 24       | 1       | 2            | 0            | 26       | 1      |
| Langella II    | 12       | 0       | 0            | 0            | 12       | 0      |
| P. La Rocca    | 12       | 0       | 0            | 0            | 12       | 0      |
| U. Lucetti     | 12       | 0       | 2            | 0            | 14       | 0      |
| B. Martire     | 4        | 0       | 2            | 0            | 6        | 0      |
| A. Masi        | 26       | -37     | 2            | -4           | 28       | -41    |
| R. Monaco      | 4        | 0       | 0            | 0            | 4        | 0      |
| Perazzi        | 10       | 4       | 0            | 0            | 10       | 4      |
| C. Pignataro   | 3        | 0       | 1            | 0            | 4        | 0      |
| A. Pignatelli  | 15       | 3       | 2            | 1            | 17       | 4      |
| Pinto          | 10       | 0       | 0            | 0            | 10       | 0      |
| A.O. Porta     | 9        | 3       | 1            | 2            | 10       | 5      |
| O. Sola        | 25       | 0       | 2            | 0            | 27       | 0      |
| O. Tacchinardi | 16       | 0       | 2            | 0            | 18       | 0      |
| L. Taccini     | 10       | 2       | 1            | 1            | 11       | 3      |
| D. Tasselli    | 25       | 4       | 2            | 0            | 27       | 4      |
| L. Vetrò       | 5        | 2       | 0            | 0            | 5        | 2      |
| E. Zafferri    | 4        | 0       | 0            | 0            | 4        | 0      |